# Hayato Ochi
Hayato Ochi (越智 隼人 Ochi Hayato?, nacido el 17 de julio de 1982 en Saitama) es un exfutbolista japonés. Jugaba de defensa y su último club fue el Montedio Yamagata de Japón.

## Trayectoria

### Clubes
| Club              | País  | Año         |
| ----------------- | ----- | ----------- |
| Cerezo Osaka      | Japón | 2001 - 2002 |
| Montedio Yamagata | Japón | 2003 - 2004 |